# Diddy Kong Racing
Diddy Kong Racing (abreujat DKR) és un videojoc de carreres para Nintendo 64 desenvolupat per Rare. Va ser llançat al mercat al novembre de 1997. Es van vendre 800.000 còpies en les 2 setmanes anteriors al nadal de 1997, convertint-se així en joc més ràpidament venut aleshores segons el Llibre Guinness dels rècords.
Diddy Kong Racing és un joc de conducció de karts com el famós Mario Kart 64, no obstant això, a l'hora de jugar els 2 jocs són molt diferents. En DKR, el jugador pot triar entre conduir amb cotxe, en hovercraft o amb avió, a més és un joc més llarg en la manera per a un jugador, ja que la seva manera historia està molt més elaborat. En canvi, Mario Kart 64 no compta amb manera historia, però la seva manera multijugador i els "Time Trials" són molt més addictius.
El càsting de conductors es compon de personatges dels jocs de Rare, alguns dels quals encara no havien sortit al mercat. D'aquesta forma, Rare pretenia que els jugadors es familiaritzessin amb els personatges que sortirien en els seus futurs títols.

## Personatges i pantalles
- Diddy Kong: el mico i company inseparable de Donkey Kong, va aparèixer per primera vegada en Donkey Kong Country per Super Nintendo el 1994.[1]
- Banjo: el (os) protagonista de Banjo-Kazooie (1998).
- Conker: l'esquirol protagonista de Conker's Bad Fur Day (2001).
- Krunch: un kremling (llangardaix)(antagonista en la saga Donkey Kong Country).
- Tiptup: una tortuga mascle dels jocs de Banjo-Kazooie.
- Drumstick: un gall.
- Pipsy: un ratolí (ratita) groc.
- Timber: el tigre.
- Bumper: un teixó negre.
- T.T.: és un rellotge. En principi no es pot triar.

| Tauler             | Circuits                                                               | Vehicle                                                  | Cap                        |
| ------------------ | ---------------------------------------------------------------------- | -------------------------------------------------------- | -------------------------- |
| Dino Domain        | - Ancient Lake - Fossil Canyon - Jungle Falls - Hot Top Volcano        | - Automòbil - Automòbil - Automòbil - Avió               | Triceraptors               |
| Snowflake Mountain | - Everfrost Peak - Walrus Cove - Snowball Valley - Frosty Village      | - Avió - Automòbil - Automòbil - Automòbil               | Bluey Walrus (Morsa)       |
| Sherbet Island     | - Whale Bay - Crescent Island - Pirate Lagoon - Treasure Cavis         | - Hoovercraft - Automòbil - Hoovercraft - Automòbil      | Octopus (polp)             |
| Dragon Forest      | - Windmill Plains - Greenwood Village - Boulder Canyon - Haunted Woods | - Avió - Automòbil - Automòbil - Hoovercraft - Automòbil | Pterodactyl (drac volador) |
| Future Fun Land    | - Spacedust Alley - Darkmoon Caverns - Spaceport Alpha - Star City     | - Avió - Automòbil - Avió - Automòbil                    | Wizpig                     |

## Remake
A l'abril de 2007 va sortir al mercat un remake del joc per Nintendo DS titulat Diddy Kong Racing DS, el qual compta amb substancials millores i adaptacions a la consola portàtil.